# قائمة إصدارات الطوابع في أوكرانيا لسنة 2011
هذه قائمة الطوابع البريدية التي أصدرها البريد الأوكراني للتداول في عام 2011.
في الفترة من 12 فبراير إلى 28 ديسمبر 2008، أصدر 72 طابعًا بريديًا، شملت 68 الطوابع التذكارية بالإضافة إلى 4 طوابع من الإصدار السابع للطوابع القياسية بقيمة اسمية تراوحت ما بين 1.50 و7.70 هريفنا، غطت الطوابع التذكارية ذكرى التواريخ المهمة والأحداث وذكرى الشخصيات الثقافية البارزة وغيرها.
وقد كانت الطوابع بالفئات التالية:
- 1.50 هريفنا
- 1.80 هريفنا
- 1.90 هريفنا
- 2.20 هريفنا
- 2.00 هريفنا
- 4.30 هريفنا
- 6.00 هريفنا
- 6.50 هريفنا
- 7.00 هريفنا
- 7.70 هريفنا

بالإضافة إلى طابع من فئة بالحرف «V» وليس قيمة رقمية. هذه الطوابع التي كانت ضمن إصدارات طوابع بريدية أوكرانية حملت قيمًا على شكل حروف من الأبجدية الأوكرانية، كان هذا يشير إلى نظام مؤقت للقيمة بسبب التضخم المفرط الذي كانت تعاني منه البلاد منذ أوائل التسعينيات بعد انهيار الاتحاد السوفيتي. فعوضا عن الأرقام التي تحدد قيمة الطابع برقم معين (مثل 10 أو 50 كوبيك)، فقد استعملت حروف أوكرانية أو لاتينية، وهذا بسبب أن القيم متغيرة وأن هذه الحروف لم تكن تمثل قيمة ثابتة بالمعنى التقليدي. بدلاً من ذلك، كانت تمثل فئة سعرية أو تعرفة بريدية محددة في ذلك الوقت.
وهكذا فقد كان يصدر تعديل دوري نظرًا للتضخم السريع، وقد كانت قيمة هذه الفئات السعرية التي تمثلها الحروف تتغير دوريا (أسبوعيًا في بعض الأحيان) لمواكبة تقلبات سعر الصرف مقابل الدولار الأمريكي وتكاليف البريد المتزايدة. كذلك كان استخدام الحروف أسهل وأسرع من إعادة طباعة طوابع جديدة بأرقام مختلفة كل فترة قصيرة، وكان يعلن عن قيمة كل حرف بالعملة المحلية (الكاربوفانيتس الأوكراني ثم الهريفنيا الأوكرانية) دوريا. مثلا قد يمثل الطابع الذي يحمل الحرف "А" قيمة معينة للرسائل المحلية العادية، بينما يمثل الطابع الذي يحمل الحرف "Б" قيمة أعلى للرسائل المسجلة أو المرسلة إلى وجهات أبعد.
استخدم هذا النظام بين عامي 1994 و1996 حتى استقر الوضع الاقتصادي وأدخلت العملة الوطنية الجديدة، (الهريفنيا الأوكرانية) (₴)، في عام 1996. بعد ذلك، بدأت الطوابع تحمل قيمًا رقمية ثابتة بالهريفنيا والكوبيك (الوحدة الأصغر للهريفنيا). وأعيد استخدام هذه النظام لاحقا في الإصدارات اللاحقة.
لذلك، فإن الحروف الأوكرانية على طوابع لم تكن مجرد رموز عشوائية، بل كانت نظامًا عمليًا مؤقتًا لتحديد قيمة الطوابع في ظل الظروف الاقتصادية الصعبة التي مرت بها أوكرانيا في تلك الفترة.
طُبعت كل الطوابع في مؤسسة "دار الطباعة الأوكراني" المملوكة للدولة.

## قائمة الطوابع التذكارية
| التسلسل في الكتالوج | الصورة              | الوصف والمصادر | القيمة                               | تاريخ طرحها للتداول | كمية الإصدار                 | المصمم                                        |
| --- | ------------------- | --- | ------------------------------------ | ------------------- | ---------------------------- | --------------------------------------------- |
| رقم 1098 (Mi #1140) |                     | «أول رحلة بشرية إلى الفضاء بقيادة يوري جاجارين» | 6,00 هريفنا                          | 12 فبراير 2011 م    | 180٬000                      | فاسيل فاسيلينكو                               |
| رقم 1099 (Mi #1141) |                     | «جورجي بيريغوفوي. 1921—1995» | 2,20 هريفنا                          | 16 فبراير 2011 م    | 180٬000                      | أوليكسي سوبوليفسكي                            |
| رقم 1100 (Mi #1142) |                     | سلسلة «الذكرى المئوية الثانية لميلاد تاراس شيفتشينكو» «لوحة: كاتيا الكازاخستانية. 1857» | 1,50 هريفنا                          | 21 مايو 2011 م      | 210٬000                      | تاران فولوديمير فاسيليفيتش                    |
| رقم 1105 (Mi #1147) رقم 1106 (Mi #1148) |                     | «زعماء انتفاضات القوزاق» (طوابع متجاورة مع ملصقات) - «من زعماء انتفاضات القوزاق: هريهوري لوبودا» - «من زعماء انتفاضات القوزاق: (بالإنجليزية: سيفيرين ناليفايكو، رومنة: Severyn Nalyvaiko)» | 1,50 2,00 هريفنا                     | 9 يونيو 2011 م      | 154٬000                      | فاسيل فاسيلينكو                               |
| رقم 1107 (Mi #1149) |                     | «مرور 15 سنة على أقرار دستور أوكرانيا في 28 يونيو 1996 م.» | 6,00 гривень                         | 17 يونيو 2011 م     | 200٬000                      | تاران فولوديمير فاسيليفيتش                    |
| رقم 1108 (Mi #1155) |                     | مشروع "الطوابع الخاصة": أوكرانيا | V                                    | 25 يونيو 2011 م     | 99٬990                       | تاران فولوديمير فاسيليفيتش                    |
| رقم 1109 (Mi #1150) رقم 1110 (Mi #1151) رقم 1111 (Mi #1152) رقم 1112 (Mi #1153) رقم 1113 (Mi #1154)                                         |                     | ورقة طوابع بريدية رقم 91: «الفناء الأوكراني» مكونة من 5 طوابع: - قط - خطاف - بقرة - كلب - خنزير | 1,50 2,00 1,50 هريفنا                | 25 يونيو 2011 م     | 132٬000                      | كوست لافرو                                    |
| رقم 1114 (Mi #1156) |                     | سلسلة «صناعة القاطرات في أوكرانيا»: «قاطرة ديزل د.ب.ل1 (Q4153423)» | 1,50 هريفنا                          | 5 يوليو 2011 م      | 245٬000                      | فاليري رودينكو                                |
| رقم 1115 (Mi #1157) |                     | سلسلة «صناعة القاطرات في أوكرانيا»: «قاطرة إبل2ت» | 2,20 هريفنا                          | 5 يوليو 2011 م      | 245٬000                      | فاليري رودينكو                                |
| رقم 1116 (Mi #1158) |                     | سلسلة «صناعة القاطرات في أوكرانيا»: «قطار ديزل ديل-02 (Q3456460)» | 1,90 هريفنا                          | 5 يوليو 2011 م      | 245٬000                      | فاليري رودينكو                                |
| رقم 1117 (Mi #1159) |                     | سلسلة «صناعة القاطرات في أوكرانيا»: «قاطرة إبل9ت (Q4529464)» | 6,00 гривень                         | 5 يوليو 2011 م      | 245٬000                      | فاليري رودينكو                                |
| رقم 1118 (Mi #1160) |                     | مرور 100 عام على أول رحلة للمنطاد "كييف" | 2,20 هريفنا                          | 5 أغسطس 2011 م      | 205٬000                      | تاتيانا نيستيروفا                             |
| رقم 1119 (Mi #1161) |                     | الذكرى العشرون لاستقلال أوكرانيا | 2,20 هريفنا                          | 24 أغسطس 2011 م     | 230٬000                      | برينيوك إيفان سيمينوفيتش + ناتاليا أندريشينكو |
| رقم 1120 (Mi #1162) |                     | ذكرى 120 عامًا منذ بداية الهجرة الأوكرانية إلى البرازيل | 2,20 هريفنا                          | 24 أغسطس 2011 م     | 202٬000                      | فيكتور باريبا                                 |
| رقم 1121 (Mi #1163) رقم 1122 (Mi #1164) |                     | سلسلة: عالم القصص الخيالية: ملكة الثلج (مجموعة من طابعين متجاورين) | 6,00 1,50 هريفنا                     | 1 سبتمبر 2011 م     | 192٬000                      | يركو فلاديسلاف إدواردوفيتش                    |
| رقم 1123 (Mi #1165) |                     | المعرض الوطني الثاني عشر للطوابع البريدية "أوكرفيل إكسب 2011". أوديسا | 4,30 هريفنا                          | 9 سبتمبر 2011 م     | 220٬000                      | ناتاليا أندريشينكو                            |
| رقم 1124 (Mi #1166) رقم 1125 (Mi #1167) رقم 1126 (Mi #1168) رقم 1127 (Mi #1169) رقم 1128 (Mi #1170) رقم 1129 (Mi #1171)                     |                     | ورقة طوابع بريدية رقم 92: „الذكرى التسعون لطوابع بريد جمهورية أوكرانيا الشعبية“، 6 طوابع وقسيمة: - طابع بقيمة 5 هريفنا - طابع بقيمة 3 هريفنا - طابع بقيمة 60 هريفنا - طابع بقيمة 80 هريفنا - طابع بقيمة 100 هريفنا - طابع بقيمة 200 هريفنا الطوابع القديمة الظاهرة على طوابع هذه المجموعة: - طابع بقيمة 5 هريفنا صادر سنة 1920 - طابع بقيمة 3 هريفنا صادر سنة 1920 - طابع بقيمة 60 هريفنا صادر سنة 1920 - طابع بقيمة 80 هريفنا صادر سنة 1920 - طابع بقيمة 100 هريفنا صادر سنة 1920 - طابع بقيمة 200 هريفنا صادر سنة 1920 | 1,50 2,00 6,00 7,00 гривень          | 12 سبتمبر 2011 م    | 132٬000                      | سفيتلانا بوندار                               |
| رقم 1130 (Mi #1172) |                     | تاتيانا ماركوس. 1921—1943. „بطلة أوكرانيا“ | 1,50 هريفنا                          | 21 سبتمبر 2011 م    | 150٬000                      | لاريسا كورين                                  |
| رقم 1131 (Mi #1173) |                     | 70 عامًا على مأساة بابي يار | 2,20 هريفنا                          | 29 سبتمبر 2011 م    | 150٬000                      | فيكتور باريبا                                 |
| رقم 1132 (Mi #1174) رقم 1133 (Mi #1175) |                     | 75 عاما على فلم الأوبرا ناتالكا بولتافكا (طابعين متجاورين) | 6,00 1,50 هريفنا                     | 30 سبتمبر 2011 م    | 185٬000                      | لاريسا ميلنيك                                 |
| رقم 1134 (Mi #1176) |                     | 350 عاما على تأسيس جامعة إيفان فرانكو الوطنية في لفيف | 1,50 هريفنا                          | 11 أكتوبر 2011 م    | 185٬000                      | ماريا هايكو                                   |
| رقم 1135 (Mi #1177) |                     | «20 عامًا من الشراكة في مجال الاتصالات الإقليمية» | 1,90 هريفنا                          | 14 أكتوبر 2011 م    | 150٬000                      | فاسيل فاسيلينكو                               |
| رقم 1136 (Mi #1178) |                     | «ذكرى مرور 100 عام على ولادة ميخائيل يانجل (1911—1971).» | 1,50 هريفنا                          | 25 أكتوبر 2011 م    | 150٬000                      | فاسيل فاسيلينكو                               |
| رقم 1137 (Mi #1179) |                     | «أحب أوكرانيا» (طابع بريدي ضمن مشروع "الطوابع الخاصة") | V                                    | 1 نوفمبر 2011 م     | 99٬996 (марка) 8٬333 (аркуш) | تاران فولوديمير فاسيليفيتش                    |
| رقم 1138 (Mi #1180) رقم 1139 (Mi #1181) |                     | «ذكرى مرور 1000 على بناء كاتدرائية القديسة صوفيا» (طابعين متجاورين تتوسطهما ملصقة) | 1,90 6,00 гривень                    | 18 نوفمبر 2011 م    | 145٬000                      | ميكولا سافوفيتش كوتشوبي                       |
| رقم 1140 (Mi #1182) رقم 1141 (Mi #1183) رقم 1142 (Mi #1184) رقم 1143 (Mi #1185) رقم 1144 (Mi #1186)                                         |                     | ورقة طوابع بريدية رقم 93 «Амфібії України» з 5-ти марок: - «ضفدع صالح الأكل (Pelophylax esculentus)» - «ضفدع الشجر الأوروبي (Райка звичайна)» - «ضفدع رشيق (Rana dalmatina)» - «ضفدع البركة (Pelophylax lessonae)» - «ضفدع الماء الأخضر (Pelophylax ridibundus)» | 1,80 2,20 4,30 هريفنا                | 22 نوفمبر 2011 م    | 115٬000                      | ناتاليا فولوديميريفنا كوهال                   |
| رقم 1145 (Mi #1187) رقم 1146 (Mi #1188) رقم 1147 (Mi #1189) رقم 1148 (Mi #1190) رقم 1149 (Mi #1191) رقم 1150 (Mi #1192)                     |                     | ورقة طوابع بريدية رقم 94: «أوكرانيا السخية: الربيع» | 1,80 2,20 1,80 6,00 1,80 1,90 هريفنا | 25 نوفمبر 2011 م    | 140٬000                      | ناتاليا فولوديميريفنا كوهال                   |
| رقم 1151 (Mi #1193) |                     | «صناعة النبيذ في أوكرانيا (منطقتي ميكولايف وزاكارباتيا)»: «ترولينجر» | 1,90 هريفنا                          | 30 نوفمبر 2011 م    | 197٬000                      | لاريسا ميلنيك                                 |
| رقم 1152 (Mi #1194) |                     | «صناعة النبيذ في أوكرانيا (منطقتي ميكولايف وزاكارباتيا)»: «أليغوتيه» | 4,30 هريفنا                          | 30 نوفمبر 2011 م    | 197٬000                      | لاريسا ميلنيك                                 |
| رقم 1153 (Mi #1195) |                     | «ذكرى 30 عاما على اكتشاف مرض الإيدز (متلازمة نقص المناعة المكتسبة)» | 1,80 هريفنا                          | 1 ديسمبر 2011 م     | 150٬000                      | أوكسانا شوكلينوفا                             |
| رقم 1154 (Mi #1196) | صحيفة الطوابع كاملة | «ذكرى مرور 20 عاما على تأسيس رابطة الدول المستقلة» وهي كانت ضمن إصدار مشترك مع دول أخرى: - أذربيجان - روسيا البيضاء - روسيا البيضاء أيضا - أرمينيا - طاجيكستان - قيرغيزستان | 2,20 هريفنا                          | 8 ديسمبر 2011 م     | 150٬000                      | أوكسانا شوكلينوفا                             |
| رقم 1155 (Mi #1197) رقم 1156 (Mi #1198) رقم 1157 (Mi #1199) رقم 1158 (Mi #1200) رقم 1159 (Mi #1201) رقم 1160 (Mi #1202) رقم 1161 (Mi #1203) |                     | ورقة طوابع صغيرة رقم 16 «عجائب أوكرانيا السبعة الطبيعية» ضمت 7 طوابع بريدية: - «بحيرة سفيتاز» في منتزه شاتسك الوطني الطبيعي - «أراضي الغرانيت والسهوب في بوه (Q4147867)» أو أراضي الغرانيت والسهوب في جنوب بوه (Q12097490) - «أسكانيا نوفا» - «بحيرة سينفير» - «خانق دنيستر» (أو وادي دنيستر) - «حديقة بوديلسكي توفتري الطبيعية الوطنية» - «كهف الرخام» | 2,20 هريفنا                          | 19 ديسمبر 2011 م    | 132٬000                      | ماريا هايكو                                   |
| رقم 1162 (Mi #1204) رقم 1163 (Mi #1205) |                     | طابع بريد أوروبا. الغابات (مجموعة من طابعين متجاورين) | 2,20 4,30 هريفنا                     | 20 ديسمبر 2011 م    | 150٬000                      | ناتاليا أندريشينكو                            |
| رقم 1164 (Mi #1206) رقم 1165 (Mi #1207) |                     | «سنة جديدة سعيدة وعيد ميلاد مجيد» | 1,80 هريفنا                          | 23 ديسمبر 2011 م    | 190٬000                      | ناتاليا فولوديميريفنا كوهال                   |
| رقم 1166 (Mi #1208) رقم 1167 (Mi #1209) رقم 1168 (Mi #1210) رقم 1169 (Mi #1211)                                                             |                     | ورقة طوابع (Q914890) (ورقة طوابع بريدية رقم 95) «الطواحين الميائية في أوكرانيا» | 1,80 2,20 6,50 7,70هريفنا            | 28 ديسمبر 2011 م    | 104٬000                      | لوغفين يوري غريغوروفيتش                       |

## قائمة الطوابع القياسية (الدائمة)
| التسلسل في الكتالوج | الصورة | الوصف والمصادر                    | القيمة      | تاريخ طرحها للتداول | كمية الإصدار | المصمم         |
| ------------------- | ------ | --------------------------------- | ----------- | ------------------- | ------------ | -------------- |
| رقم 1101 (Mi #1143) |        | «كيس تبغ»                         | 1,90 هريفنا | 7 يونيو 2011 م      | كمية كبيرة   | كاترينا شتانكو |
| رقم 1102 (Mi #1144) |        | «قارورة بارود»                    | 2,20 هريفنا | 7 يونيو 2011 م      | كمية كبيرة   | كاترينا شتانكو |
| رقم 1103 (Mi #1145) |        | «بندور»                           | 6,00 هريفنا | 7 يونيو 2011 م      | كمية كبيرة   | كاترينا شتانكو |
| رقم 1104 (Mi #1146) |        | «سلطانية (من أدوات خدمة الطاولة)» | 7,00 هريفنا | 7 يونيو 2011 م      | كمية كبيرة   | كاترينا شتانكو |

## إصدارات اليوم الأول
توفر غلاف إصدار أول يوم التالي:
| التسلسل في الكتالوج | الظرف البريدي | العلامة البريدية | الوصف والمصدر                            | تاريخ طرحها للتداول | كمية الإصدار | المصمم                            |
| ------------------- | ------------- | ---------------- | ---------------------------------------- | ------------------- | ------------ | --------------------------------- |
| رقم kpd419          |               |                  | الذكرى السنوية العشرون لاستقلال أوكرانيا | 24 أغسطس 2011 م     | 4100         | إيفان برينيوك وناتاليا أندريشينكو |

## روابط خارجية
- "Каталог марок України: 2011" (بالأوكرانية). КМД УДППЗ «Укрпошта». Archived from the original on 2018-03-11. Retrieved 2018-03-11.
- "Каталог продукції 2011" (بالأوكرانية). КМД УДППЗ «Укрпошта». Archived from the original on 2018-03-11. Retrieved 2018-03-11.
- "Former Soviet Union New Issues: Ukraine: 2011" (بالإنجليزية). Издательство «Нестор» (Nestor Publishers). Archived from the original on 2018-03-11. Retrieved 2018-03-11.
- Каталог продукції Укрпошти نسخة محفوظة 12 травня 2015 على موقع واي باك مشين. (بالأوكرانية)